# Beni Hammad
Beni Hammad ili Al Kal'a Beni Hammada (arapski: قلعة بني حماد‎) su ostaci utvrđenog dvorskog grada u sjevernom Alžiru, koji je bio prva prijestolnica Hamadida. Smješten je na planina sjeveroistočno od grada Maadida, oko 225 km jugoistočno od grada Alžira. On je "vjerna slika muslimanskog utvrđenog grada" i zbog toga je upisan na UNESCO-ov popis mjesta svjetske baštine u Africi 1980. godine.
Beni Hammad je 1007. godine izgradio Hammad ibn Buluggin, sin Buliggina ibn Zirija, osnivača Alžira. Grad je postao prijestolnica hamadidskih Berbera i odupro je se opsadi ziridskih snaga 1017. godine. Kada mu je zaprijetila konfederacija arapskih beduina Banu Hilal 1090. godine, grad je napušten i naposljetku su ga uništili Almohadi 1152. godine.
Beni Hammad je okružen zidinama dugim 7 km, a unutar njih se nalaze četiri stambena kompleksa i najveća džamija izgrađena u Alžiru, sve dok nije izgrađena džamija u Mansurahu. Oblikom je slična Velikoj džamiji u Kairuanu, s 13 brodova i osam apsida, te 25 metara visokim trokatnim minaretom koji je poslije onog u Sidi Boumerouane, najstariji u Alžiru (a izgledom podsjeća na toranj u Sevilli). Unutar grada iskopani su mnogi predmeti od terakote, dragulji, kovanice i keramika, što svjedoči o visokom stupnju civilizacije za dinastije Hamamida. Između ostalog, u gradu se nalazi nekoliko česmi s motivom lava. 
Ostaci emirove palače, poznate kao Dal al-Bahr, imaju tri stambena dijela odvojena vrtovima i paviljonima. Ime Dal al-Bahr palača je dobila po kvadratičnom bazenu veličine 67 x 47 metara, koji je s jedne strane imao pristanište za brodove. Bazen je bio okružen trijemom koji je imao monumentalni ulaz na istočnoj strani. Zapadno od bazena je bila uzdignuta terasa i dvorište s vrtovima. Izvan zidina palače vrtovi duljine 100 metara su se širili, u smjeru istok-zapad, cijelim gradom. Vrtovi još uvijek nisu istraženi, ali su u njima otrkivene ukrašene česme.
"Dvorac svjetlosti svjetionika" se nalazi na vrhu stijene koja je dominirala okolicom, a njegov plan je inspiriran oblikom istočne palače.
- Karta Beni Hammada
- Minaret Beni Hammada
- Panorama zidina
- Ostaci emirove palače
- Lavlje dvorište

## Vanjske poveznice
- Plan grada (engl.) Posjećeno 20. svibnja 2011.